# 西党
西党（にしとう）は、平安時代から戦国時代にかけて武蔵国西部、多摩川流域を地盤とした武士団である。いわゆる武蔵七党のひとつで、武蔵守日奉宗頼を祖とすることから日奉党（ひまつりとう）ともいう。一族には一ノ谷の戦いで有名な平山季重が居る。

## 名前の由来
3つの説がある。1つは宗家の西氏は土淵荘（つちぶちのしょう、現在の東京都日野市栄町5丁目）の東光寺上の七ツ塚付近に居を構えた。ここは国府（現在の府中市に置かれていた）の西にあたることから、西氏を称したという説。1つは日奉氏が日祀部（ひまつりべ）と関係があることから、これを音読みしたという説。1つは多摩郡を東西に分割した際の多西郡の「西」に由来するという説である。
なお日奉氏の日野宮神社は、日野市という市名の由来となったという説がある。

## 歴史
西党は武蔵国の勅旨牧、由井牧（八王子市）・小川牧（あきる野市）の多摩丘陵等の丘陵地帯を基盤として発展したと思われる。一族は多摩川やその支流である浅川、秋川などの流域に住っていた。丘陵の間に段丘がつくられ、小規模であるが生産条件は悪くはない地域である。室町時代には西党の勢力圏で分倍河原の戦いや立河原の戦いなど大きな戦いが次々と起きた。戦国時代になると滝山城や八王子城が次々と建てられた。

## 西党の一族

### 平山氏
一ノ谷の戦いで熊谷直実と先陣争いをしたことで知られる、西党きっての有名人平山季重を出した一族。京王線の平山城址公園駅から近いところにある宗印寺（日野市平山）には季重の墓や木造が伝えられている。平山氏は筑前国原田荘の地頭となり、季重の孫である重実が筑前平山氏の祖となっている。

### 立川氏
立川氏は立川市南部を地盤としていた。普済寺はその館跡と言われている。

### 川口氏
川口氏は川口川流域（現在の八王子市川口町）を地盤としていた。
初代は日奉宗頼の子である西宗貞の孫、川口次郎大夫。

### 由井氏
由井氏は八王子市由井町を地盤としていた。武蔵国の勅旨牧の1つ、由井牧の別当であった、日奉宗弘（西宗弘）の血筋を引く。後に由井は大石氏の本拠地として戦国時代まで続いた。北条氏照が一時期、「油井源三」（由井源三）と名乗っていた。

### 田村氏
田村氏は現在の日野市万願寺付近を地盤としていたと言われる。この地にある田村山安養寺（たむらさんあんようじ）は館跡という。ちなみに安養寺は土方歳三の生家の北西500mほどのところにある。

### 小川氏
小川氏は武蔵国の勅旨牧の1つ、小川牧を基盤としていたと言われる。その後、薩摩国甑島に領地を得、土着している。この甑島の小川氏に伝わる系図は原本は平成に入ってから火災で失われたもの、研究家の写真撮影によるコピーが残されており、西党研究の貴重な資料となっている。初代は西次郎宗貞の玄孫である小川太郎宗弘。

### 小宮氏
小宮氏は現在のあきる野市秋川上流域を地盤としていた。初代小宮三郎道経は12世紀後半の武蔵野国秋留郷の地頭。三代目又四郎經行の兄弟4人が九州へ地頭として赴任。
戦国時代初期には小宮上野介憲明が戸倉城を築城。
小宮氏の氏神である小宮神社（あきる野市草花）には寛正4年（1463年）に小宮上野介憲明が奉納した梵鐘がある。
『吾妻鏡』には、小宮七郎（建久元年（1190年、建久6年（1195年）や小宮五郎左衛門尉（嘉禎4年（1238年））といった名前が見える。
また、伊予国弓削島地頭の小宮久行は西宗綱の曾孫、西宗季の孫、小宮重行の子であるとされる。弓削島地頭の小宮氏は他にも、同島の3分の2を伝領した三郎兵衛尉景行、兵衛次郎入道西縁、又三郎頼行と、同島の3分の1を伝領した左衛門四郎茂忠、三郎次郎茂広が知られるまた、南北朝時代初期の肥前国内の地頭小宮三郎通広も日奉姓を称しているので、西党の小宮氏と推定されている。